# Stella fuggitiva

La stella, espulsa dalla regione del Complesso di Orione.

Una stella fuggitiva (stella in fuga o runaway) è una stella che fugge dalla zona della sua origine, muovendosi nello spazio ad una velocità estremamente alta rispetto alle altre stelle a lei vicine; tale velocità è supersonica in relazione al mezzo interstellare circostante.
Gli astronomi hanno individuato due possibili meccanismi in grado di dare origine ad una stella fuggitiva. Il primo consiste in un incontro ravvicinato fra due sistemi binari, che culmina con la distruzione di entrambi i sistemi, mentre alcune delle stelle vengono espulse ad altissime velocità. Il secondo consiste nell'esplosione di una supernova all'interno di un sistema multiplo, che ha come risultato il movimento delle componenti residue del sistema a velocità elevatissime. Nonostante entrambi i modelli siano possibili in via teorica, gli astronomi propendono per il modello della supernova come quello maggiormente realizzabile in pratica.
Alcuni esempi di stelle fuggitive correlate tra loro sono AE Aurigae, 53 Arietis e Mu Columbae, che si allontanano l'una dall'altra a velocità di oltre 100 km/s (al confronto il Sole orbita attorno al nucleo della Via Lattea con una velocità superiore di circa 20 km/s a quella media locale). Si ritiene che tali stelle fino a due milioni di anni fa facessero parte di un ammasso stellare posto nei pressi della Nebulosa di Orione, ma un fenomeno esplosivo le ha lanciate nello spazio alla velocità di 100 km/s; una traccia di tale fenomeno è individuabile nell'anello di Barnard, il resto della supernova esplosa in quel periodo all'origine dell'allontanamento tra le stelle.
Un altro esempio è l'oggetto a raggi X Vela X-1, in cui le tecniche della fotografia digitale hanno rivelato la presenza di un tipico bow shock iperbolico.